# Copa Pan-Americana de Ginástica de 1989
A Copa Pan-Americana de Ginástica de 1989 foi realizada em Ciudad Victoria, México, de 24 a 29 de julho de 1989.

## Medalistas

### Ginástica artística
| Evento              | Ouro                                                          | Prata                                                        | Bronze                                                     |
| ------------------- | ------------------------------------------------------------- | ------------------------------------------------------------ | ---------------------------------------------------------- |
| Masculino           |                                                               |                                                              |                                                            |
| Equipes             | Desconhecido                                                  | Desconhecido                                                 | Brasil · Ricardo Nassar · Marco Monteiro · Fernando Sabino |
| Individual geral    | Alejandro Peniche (MEX)                                       | Tony Piñeda (MEX)                                            | Raul Menendez (CUB)                                        |
| Solo                | Ricardo Nassar (BRA) Alejandro Peniche (MEX)                  | —                                                            | Desconhecido                                               |
| Salto               | Alejandro Peniche (MEX)                                       | Manuel Bejarano (VEN)                                        | Ricardo Nassar (BRA)                                       |
| Pommel horse        | Tony Piñeda (MEX)                                             | Raul Menendez (CUB)                                          | Marco Monteiro (BRA)                                       |
| Barras paralelas    | Desconhecido                                                  | Desconhecido                                                 | Zac Lee (USA)                                              |
| Barra fixa          | Desconhecido                                                  | Desconhecido                                                 | Isidro Ibarrondo (ARG)                                     |
| Feminino            |                                                               |                                                              |                                                            |
| Equipes             | Estados Unidos · Tracey Cole · Robin Richter · Agina Simpkins | Brasil · Luisa Parente · Viviane Cardoso · Adriana Andrade · | Cuba · Laura Rodriguez · Luisa Prieto ·                    |
| Individual geral    | Luisa Parente (BRA)                                           | Tracey Cole (USA)                                            | Oriana Mendez (VEN)                                        |
| Salto               | Luisa Prieto (CUB)                                            | Luisa Parente (BRA)                                          | Tracey Cole (USA)                                          |
| Barras assimétricas | Luisa Parente (BRA)                                           | Desconhecido                                                 | Tracey Cole (USA)                                          |
| Trave               | Romina Plataroti (ARG)                                        | Fernanda Rodríguez (MEX)                                     | Tracey Cole (USA)                                          |
| Solo                | Romina Plataroti (ARG)                                        | Tracey Cole (USA)                                            | Desconhecido                                               |

### Ginástica rítmica
| Evento | Ouro                                        | Prata                  | Bronze              |
| ------ | ------------------------------------------- | ---------------------- | ------------------- |
| Corda  | Desconhecido                                | Françoise Biot (BRA)   | Rosana Favila (BRA) |
| Arco   | Françoise Biot (BRA) Marta Schonhurst (BRA) | Nenhum premiado        | Desconhecido        |
| Bola   | Desconhecido                                | Marta Schonhurst (BRA) | Rosana Favila (BRA) |
| Fita   | Desconhecido                                | Marta Schonhurst (BRA) | Rosana Favila (BRA) |

## Resultados

### Ginástica artística

#### Individual geral masculino
| Pos. | Nome              | CON            | Pontuação |
| ---- | ----------------- | -------------- | --------- |
| 1    | Alejandro Peniche | México         | 57.050    |
| 2    | Tony Piñeda       | México         | 56.900    |
| 3    | Raul Menendez     | Cuba           | 54.400    |
| 4    | Felix Aguilera    | Cuba           | 53.300    |
| 5    | Marco Monteiro    | Brasil         | –         |
| 6    | Ricardo Nassar    | Brasil         | –         |
| 7    | Manuel Bejarano   | Venezuela      | –         |
| 8    | Isidro Ibarrondo  | Argentina      | –         |
| 9    | Jose Tort         | Porto Rico     | –         |
| 10   | Brandy Wood       | Estados Unidos | –         |

#### Individual geral feminino
| Pos. | Nome               | CON            | Pontuação |
| ---- | ------------------ | -------------- | --------- |
| 1    | Luisa Parente      | Brasil         | 38.325    |
| 2    | Tracey Cole        | Estados Unidos | 37.900    |
| 3    | Oriana Mendez      | Venezuela      | 37.100    |
| 4    | Laura Rodriguez    | Cuba           | 36.950    |
| 5    | Viviane Cardoso    | Brasil         | 36.675    |
| 6    | Romina Plataroti   | Argentina      | –         |
| 7    | Agina Simpkins     | Estados Unidos | –         |
| 8    | Veronica Fadua     | México         | –         |
| 9    | Fernanda Rodríguez | México         | –         |
| 10   | Luciana Peirano    | Argentina      | –         |
| 11   | Beatriz Collazo    | Peru           | –         |
| 12   | Claudia Cardona    | Colômbia       | –         |
| 13   | Mariana Cuadra     | Porto Rico     | –         |
| 14   | Ximena Diaz        | Colômbia       | –         |
| 15   | Ines Salas         | Peru           | –         |
| 16   | Luisa Prieto       | Cuba           | –         |
| 17   | Carla Hernandez    | El Salvador    | –         |
| 18   | Sonia Aguilar      | El Salvador    | –         |